# Apseudomorpha avicularia
Apseudomorpha avicularia är en kräftdjursart som först beskrevs av Barnard 1914.  Apseudomorpha avicularia ingår i släktet Apseudomorpha och familjen Metapseudidae. Inga underarter finns listade i Catalogue of Life.